# Лобаски (Ічалківський район)
Лоба́ски (рос. Лобаски, ерз. Ламбаське) — село у складі Ічалківського району Мордовії, Росія. Адміністративний центр Лобаскинського сільського поселення.

## Населення
Населення — 469 осіб (2010; 589 у 2002).
Національний склад (станом на 2002 рік):
- ерзяни — 83 %